# Viguiera santacatarinense
Viguiera santacatarinense là một loài thực vật có hoa trong họ Cúc. Loài này được (H.Rob. & A.J.Moore) A.A.Sáenz miêu tả khoa học đầu tiên.